# ラスク

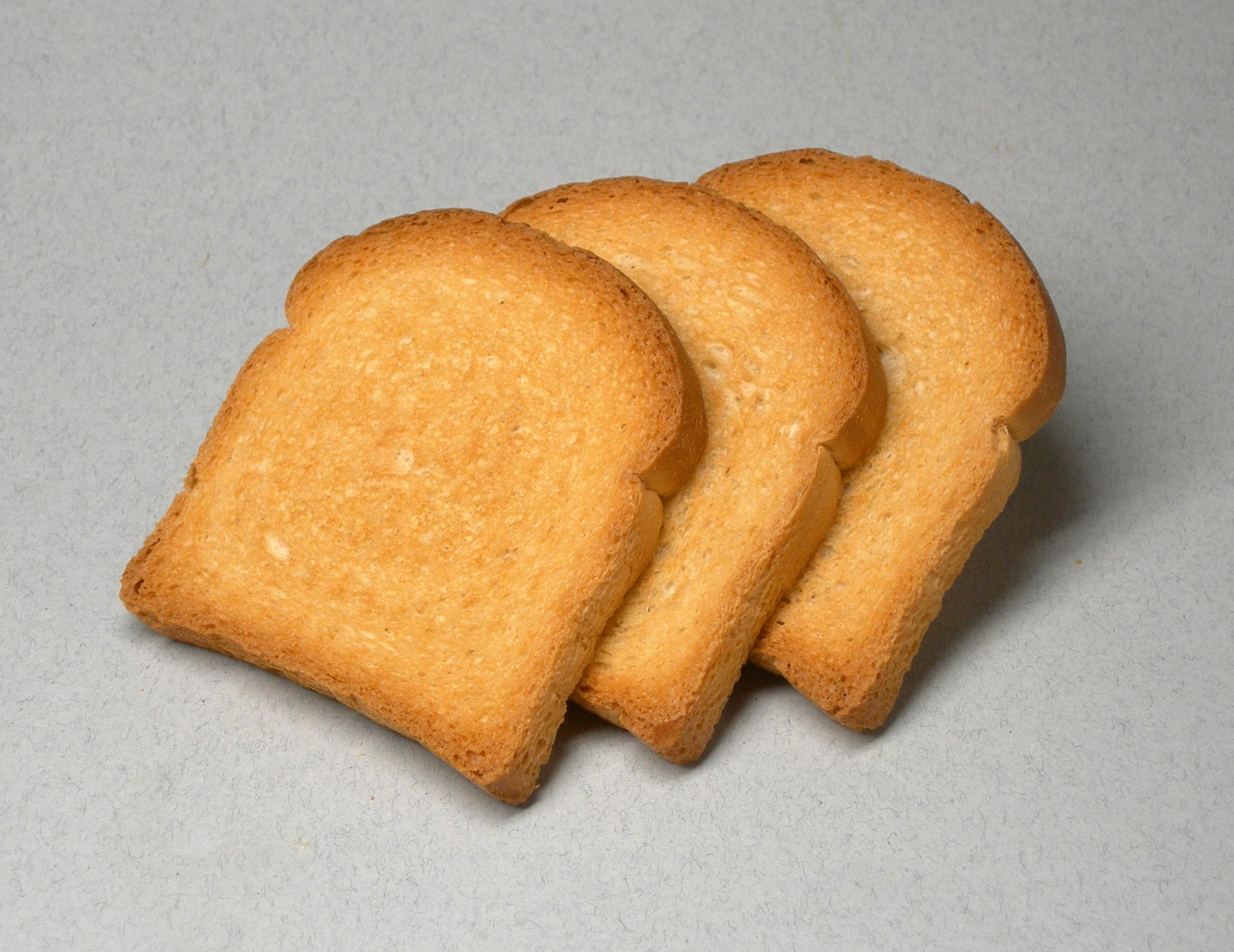
ラスク

ラスク（英: rusk）とは、ビスケットの一種で、パンを二度焼きした焼き菓子のこと（「ビスケット」は「二度焼いたパン」が原義）である。発祥のドイツではツウィーベック（ツヴィーバック、独: Zwieback）といい、同じく「二回焼いたパン」を意味する。英語のラスクはスペイン語またはポルトガル語で巻いたパンを意味するroscaに由来する。
0.5cmから1cm程度の厚さに切ったパンの表面にアイシング（卵白と粉砂糖を混ぜたもの）などを塗り、オーブンで焼いたもので、消化に良く保存性のある洋菓子の一種である。

## 概要
固くなったパンを食べるために工夫されたもので、二度焼きしているため水分量が少なく保存性が高い。また、独特のカリッとした食感がある。通常は容易に噛めるが、堅パンのように、堅く焼いたものもあり、幼児の歯固めに用いられる場合もある。

## 種類
砂糖やチョコレートをかけたり「キャラメル味」や「ハチミツ味」といった甘味系の他、「塩味」や「ガーリック味」や「ベーコン味」など塩味系のラスクもある。元になるパンも、食パンやフランスパンの他、メロンパンやカステラ、クロワッサンや全粒粉パンやライ麦パンなどさまざまで、最近では変り種としてバウムクーヘンやチーズケーキで作られたラスクもある。

## 文化
ドイツなどでは、胃が悪い時、食欲がないとき、風邪などの時に食すものとされる。